# 許復禮 (正德進士)
許復禮（1478年—？），字穉仁，順天府東安縣人，軍籍，明朝政治人物。

## 生平
正德二年（1507年）丁卯科順天鄉試第九名舉人，六年（1511年）中式辛未科會試第二十名，二甲第五十七名進士。改庶吉士，授兵科給事中，歷升兵科都給事中。數諫明武宗游幸。
嘉靖初年，疏請釋放誤坐江彬、錢寧、朱宸濠奸黨者。嘉靖二年（1523年）九月升河南布政使司右參政。

## 家族
曾祖許忠，曾任署正；祖父許瑛，曾任縣丞贈刑部郎中；父許輔，曾任戶部主事。母王氏（封安人）。慈侍下。